# Ích mẫu
Ích mẫu (từ chữ 益母草 trong tiếng Trung nghĩa là ích mẫu thảo), danh pháp khoa học Leonurus japonicus, là một loài cây thân thảo có hoa, vốn sinh trưởng ở vùng Đông Á từ Nhật Bản, Hàn Quốc tới Campuchia, nhưng ngày nay đã được di thực tới nhiều nơi trên thế giới. Y học cổ truyền Trung Quốc sử dụng loài thực vật này làm thuốc chữa các bệnh thuộc tâm, can và bàng quang. Y học hiện đại đặt tên dược cho cỏ ích mẫu là Herba leonuri.
Toàn bộ cây cỏ ích mẫu thu hái vào dịp trổ hoa có thể dùng làm thuốc hoạt huyết và chống ứ trệ, lợi tiểu và chữa phù. Y học Trung Quốc dùng cỏ ích mẫu để chữa các bệnh về phụ sản như rối loạn kinh nguyệt, ít kinh, vô kinh, đau bụng sau đẻ. Ngoài ra còn dùng để chữa sưng và đau do chấn thương ngoài. Cỏ Ích mẫu có vị cay, đắng. Tính hơi hàn.

## Miêu tả
Cây một năm hay hai năm, mọc ra từ một rễ cọc với một chùm rễ con. Thân mọc thẳng tới chiều cao khoảng 30 tới 120 cm. Hoa không cuống và mọc thành các vòng hoa. Đài hoa dạng ống-hình chuông dài 6–8 mm với các răng hình tam giác rộng. Tràng hoa màu trắng hay hơi đỏ tới đỏ tía. Ra hoa từ tháng 6 tới tháng 9. Quả kiên nhỏ hơi nâu, thuôn dài, dạng ba cạnh, kích thước 2,5 mm.

## Phân bố
Sinh sống trong khu vực nhiều nắng trên các độ cao từ 0 tới 3.400 m tại Trung Quốc (An Huy, Phúc Kiến, Cam Túc, Quảng Đông, Quảng Tây, Quý Châu, Hải Nam, Hà Bắc, Hắc Long Giang, Hà Nam, Hồ Bắc, Hồ Nam, Giang Tô, Giang Tây, Quế Lâm, Liêu Ninh, Nội Mông Cổ, Ninh Hạ, Thanh Hải, Thiểm Tây, Sơn Đông, Sơn Tây, Tứ Xuyên, Tân Cương, Tây Tạng, Vân Nam, Chiết Giang), vùng viễn đông của Nga, Đài Loan, Campuchia, Nhật Bản, bán đảo Triều Tiên, Lào, Malaysia, Myanmar, Ấn Độ, Thái Lan, Việt Nam; châu Phi, Bắc Mỹ, Nam Mỹ.

## Thư viện ảnh

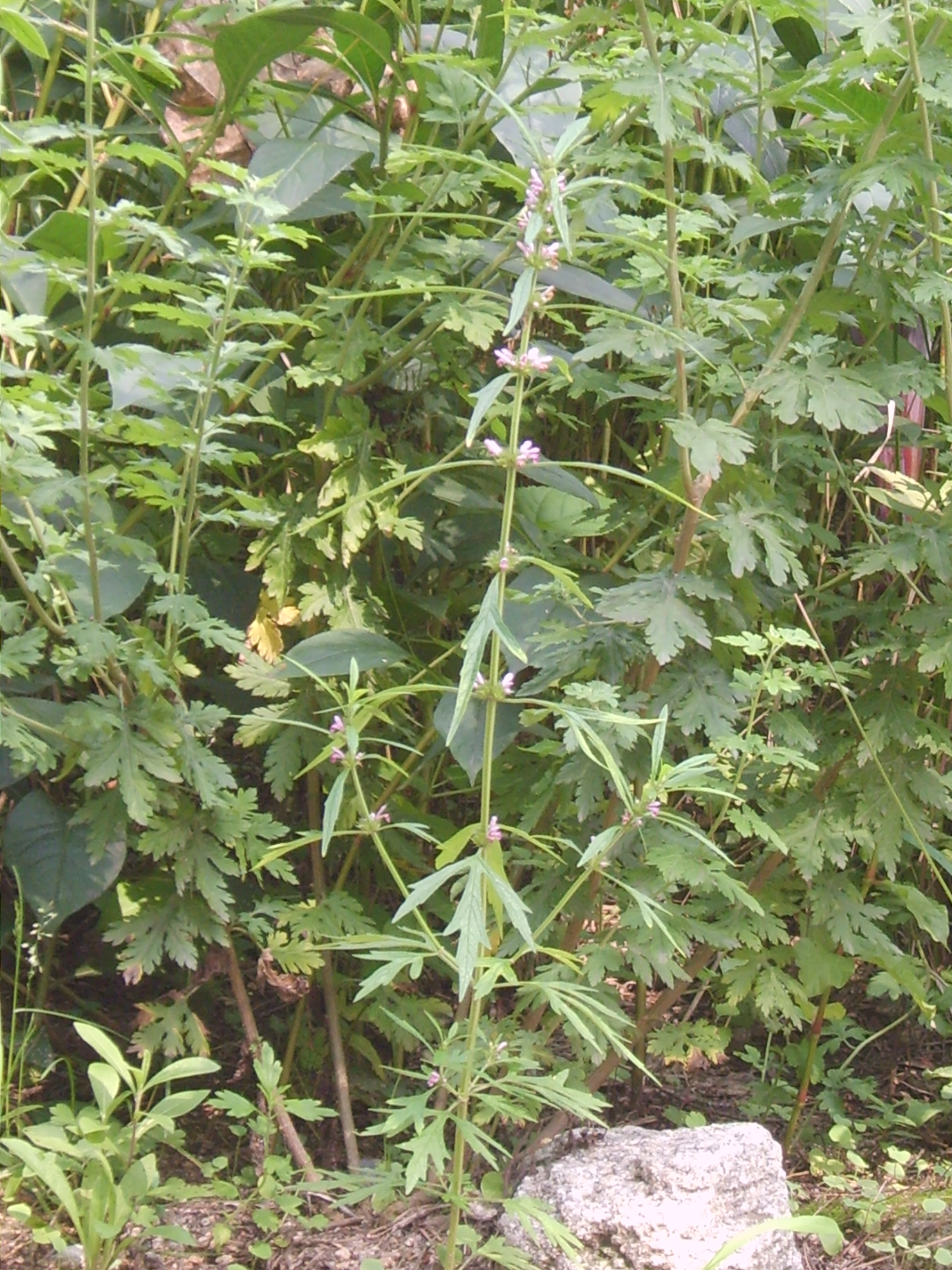
Cây ích mẫu ra hoa
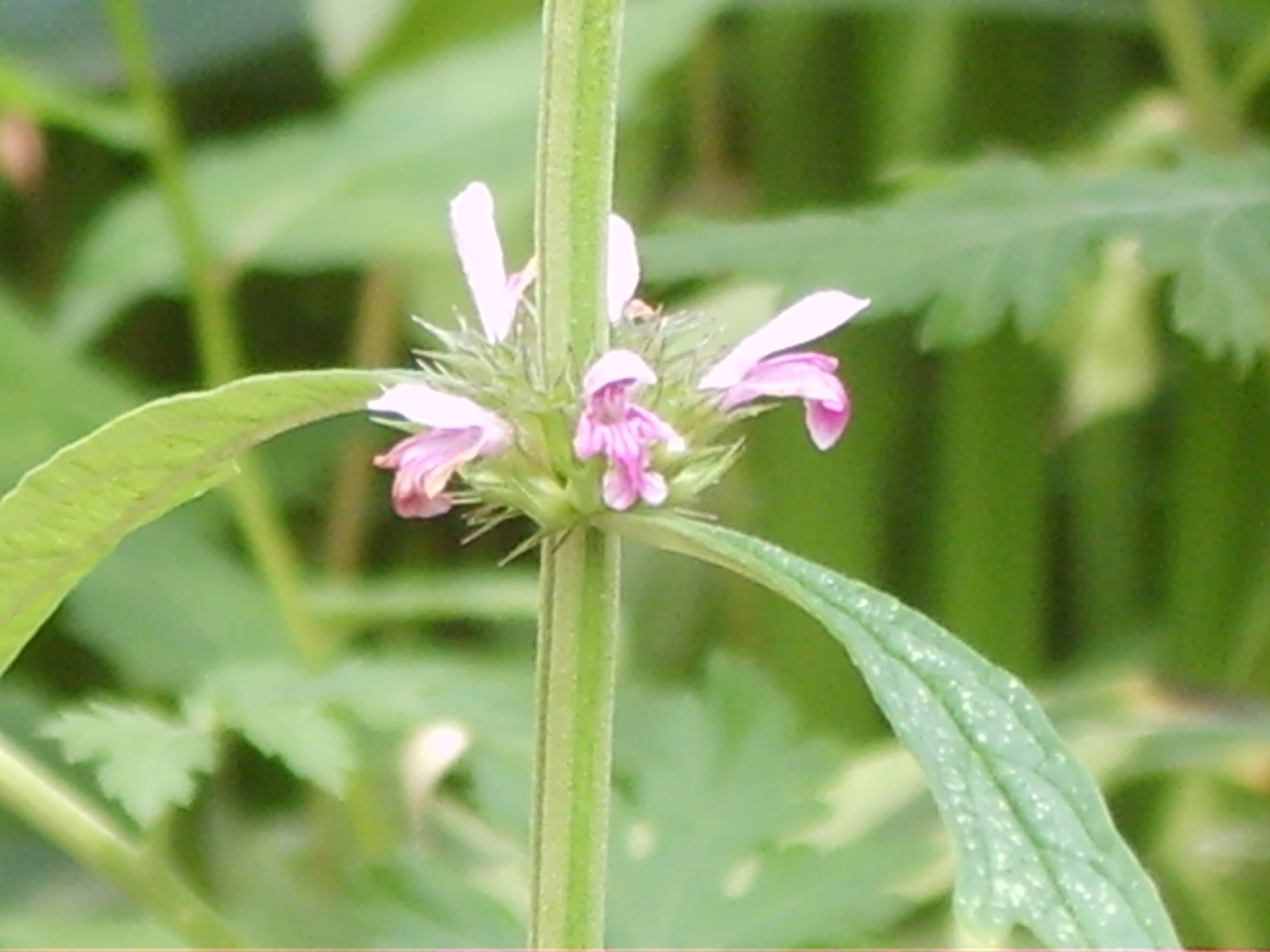
Hoa
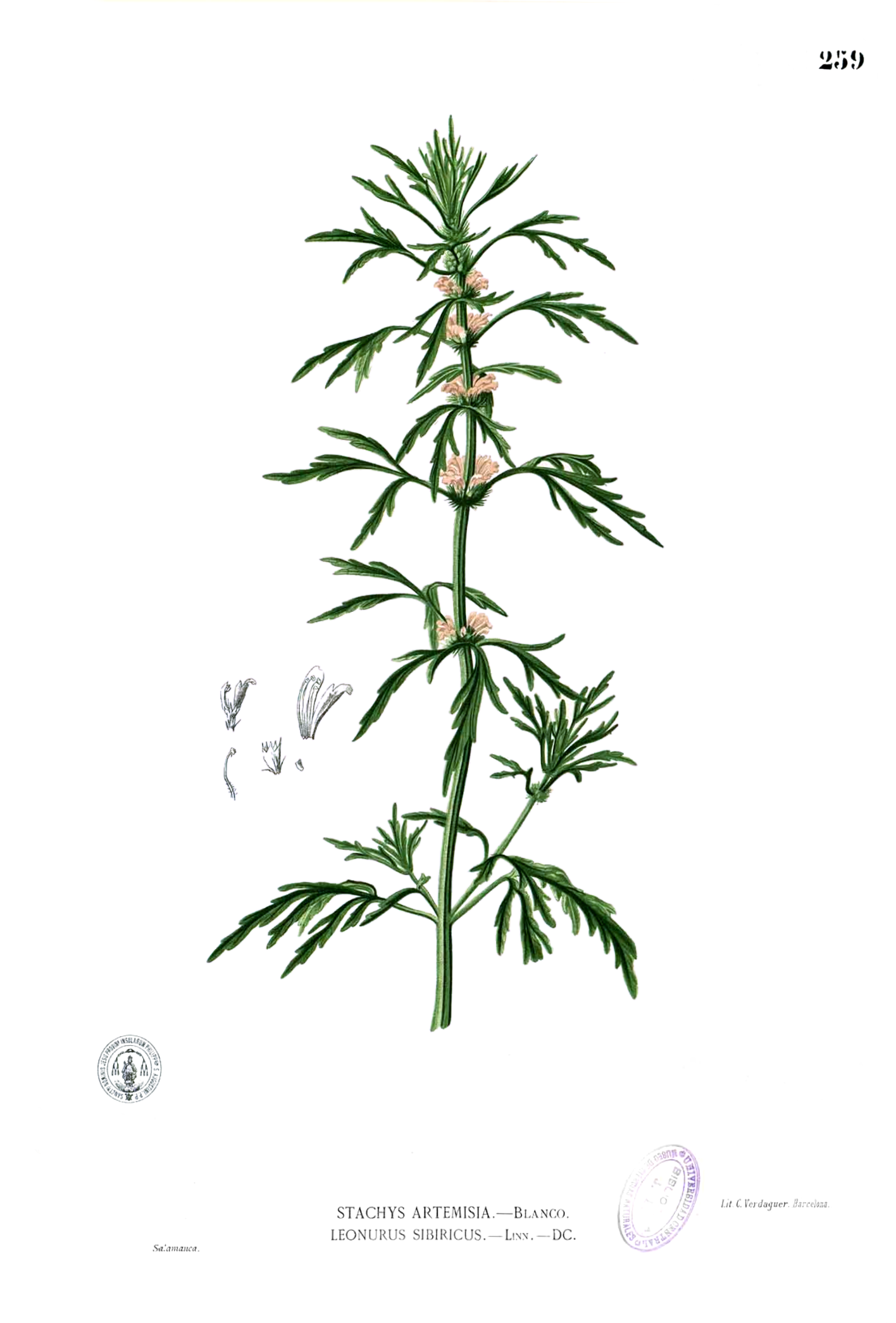
Hình miêu tả của Francisco Manuel Blanco trong Flora de Filipinas